# Wrap Me Up in Plastic
Wrap Me Up in Plastic är en CD-skiva av Sugarcult utgiven 2000. Albumet återutgavs 2002 med spår från albumen Eleven och den ursprungliga Wrap Me Up in Plastic.

## Låtlista (original)
1. Say I'm Sorry
2. Pretty Girl
3. Saying Goodbye
4. How Does It Feel
5. Bruises
6. I'm Alright
7. First Band
8. You're the One
9. No Action
10. Killing Me
11. Over Now
12. Drive All Day
13. Bouncing Off The Walls

## Låtlista (2002)
1. Over Now
2. Say I'm Sorry
3. Drive All Day
4. Bruises
5. Killing Me
6. I'm Alright
7. First Band On The Moon
8. Make Up
9. Superhyperspastic
10. Beautiful Stalker
11. Yesterday
12. Anna'sTouch
13. Christine